# Astrofilatelia
A Astrofilatelia dedica-se ao estudo da filatelia relacionada com a exploração do espaço pela humanidade. 
Os tópicos endereçados pela Astrofilatelia incluem selos postais, carimbos e envelopes relacionados com as primeiras tentativas humanas da conquista do espaço, como por exemplo, o correio espacial dos anos 1930s e correio enviado realmente em voos espaciais, que se iniciou com as missões do Projecto Apolo.
Os Astrofilatelistas fazem uma distinção clara entre colecções temáticas, com o espaço ou o voo espacial como tema e a Astrofilatelia: os objectos astrofilatélicos são os que estão directamente relacionados com as missões espaciais, incluam ou não uma imagem gráfica.
A secção de Astrofilatelia da FIP, Federação Internacional de Filatelia considera como objectos filatélicos no âmbito desta especialidade, os envelopes e postais carimbados no locais de descolagem, estações de rastreio de satélites e foguetões, estações de controlo das missões, laboratórios de investigação, e navios de recuperação. Alguns destes objectos identificam-se pelos logotipos produzidos para a missão, mas outros exigem conhecimentos específicos e detalhados em relação aos locais e datas de lançamento.
Tal como com o correio aéreo, os objectos filatélicos transportados a bordo das navas espaciais nas suas missões são conhecidos por "flown covers". Existem exemplares tantos das missões do programa espacial Soviético como das missões da NASA.